# Margot Grahame
Margot Grahame (20 de febrero de 1911-1 de enero de 1982) fue una actriz teatral y cinematográfica de nacionalidad británica, conocida principalmente por sus actuaciones en las películas El delator y El temible burlón. Empezó a actuar en 1930, y su última interpretación ante la pantalla tuvo lugar en 1958.

## Carrera
Nacida en Canterbury, Inglaterra, su verdadero nombre era Margaret Clark. Cuando tenía tres años de edad su familia fue a Sudáfrica, siendo educada allí. 
Empezó su carrera teatral en Pretoria con Dennis Neilson-Terry pocas semanas después de dejar la escuela a los 14 años de edad. Debutó como actriz teatral en Londres en 1927 como suplente de Mary Glynne en la pieza The Terror. Su primer trabajo cinematográfico llegó en 1930 con el film Rookery Nook.
Grahame fue la actriz mejor pagada del Reino Unido en la década de 1930, antes de ir a los Estados Unidos, donde actuó en varias películas entre las décadas de 1930 y 1950. Había despertado el interés de los productores de Hollywood tras actuar en 42 filmes británicos en solo tres años. Gracias a ello fue contratada por los estudios RKO Pictures.
En esa fase de su carrera actuó como la prostituta amiga de Gypo Nolan en la cinta de John Ford El delator (1935). Posteriormente fue Milady de Winter en The Three Musketeers (1935), con Walter Abel, junto al que actuaría en otras tres cintas, como D'Artagnan, y también fue Annette de Remy en The Buccaneer (1938), película en la cual trabajó junto a Fredric March. No volvió a actuar en el cine hasta 1947, año en el cual encarnó a Emily Terkle en The Fabulous Joe, en una época en la que se había teñido el pelo, siendo ahora pelirroja. Posteriormente, en 1949, actuó en The Romantic Age.
Rodó sus últimas películas en los años cincuenta, destacando de entre ellas I'll Get You For This (1950), The Crimson Pirate (1952, nueva película de piratas, en esta ocasión con Burt Lancaster), The Beggar's Opera (1953) y Orders Are Orders (1954). En total actuó en 47 filmes, el último de ellos Saint Joan (1957), de Otto Preminger, con Jean Seberg y Richard Widmark.
En la televisión, Grahame intervino en cuatro series desde 1956 a 1959, año en el que se retiró definitivamente, siendo una de ellas The New Adventures of Charlie Chan (1958), en el episodio "The Sweater".

## Vida personal
Tras separarse del actor británico Francis Lister, Grahame se mudó a una nueva casa en Hollywood Hills en 1935. En 1938 se casó con el millonario canadiense Allen McMartin, divorciándose la pareja en 1946. En 1948, Grahame inició una relación con el agente literario británico A. D. Peters, que continuó hasta la muerte de él, ocurrida en 1973. 
Margot Grahame falleció en Londres, Inglaterra, en el día de Año Nuevo de 1982, a causa de una bronquitis crónica. Tenía 70 años de edad.

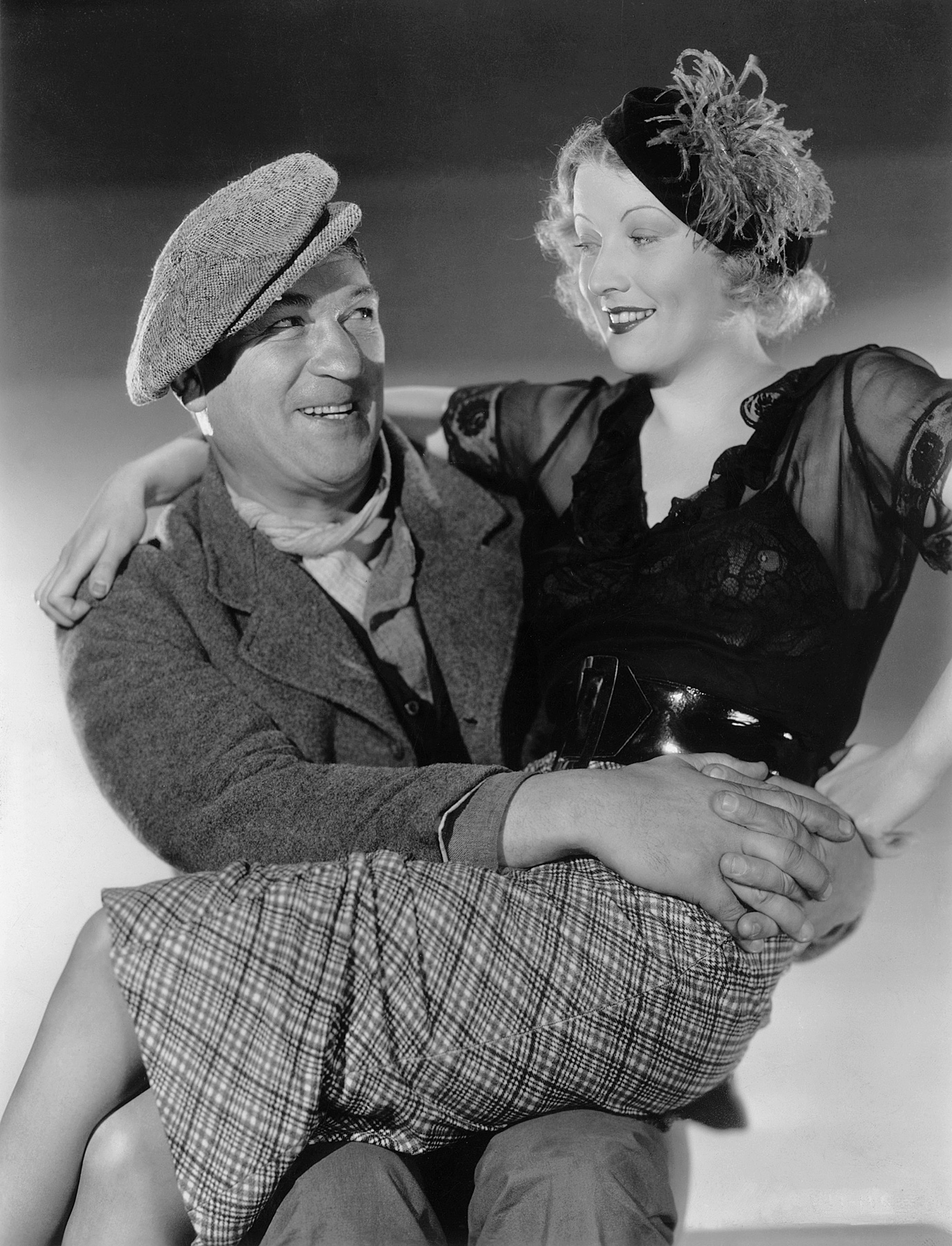
Con Victor McLaglen en The Informer

## Selección de su filmografía

### Cine británico
- 1930 : Rookery Nook, de Tom Walls
- 1931 : The Love Habit, de Harry Lachman
- 1932 : Illegal, de William C. McGann
- 1933 : Yes, Mr. Brown, de Herbert Wilcox y Jack Buchanan
- 1933 : I Adore You, de George King
- 1933 : Prince of Arcadia, de Hanns Schwarz
- 1934 : The Broken Melody, de Bernard Vorhaus
- 1935 : Falling in Love, de Monty Banks
- 1948 : Broken Journey, de Ken Annakin
- 1949 : The Romantic Age, de Edmond T. Gréville
- 1951 : I'll get you for This, de Joseph M. Newman
- 1952 : Venetian Bird, de Ralph Thomas
- 1953 : The Beggar's Opera, de Peter Brook

### Cine estadounidense
- 1935 : El delator, de John Ford
- 1935 : The Arizonian, de Charles Vidor
- 1935 : The Three Musketeers, de Rowland V. Lee
- 1936 : Two in the Dark, de Benjamin Stoloff
- 1936 : Counterfeit, de Erle C. Kenton
- 1936 : Make Way for a Lady, de David Burton
- 1936 : Night Waitress, de Lew Landers
- 1937 : The Soldier and the Lady, de George Nichols Jr.
- 1937 : Sunday Night at the Trocadero, de George Sidney (corto)
- 1937 : Criminal Lawyer, de Christy Cabanne
- 1937 : Fight for Your Lady, de Benjamin Stoloff
- 1938 : The Buccaneer, de Cecil B. DeMille
- 1947 : Forever Amber (Ambiciosa), de Otto Preminger
- 1947 : The Fabulous Joe, de Harve Foster
- 1949 : Black Magic, de Benjamin Stoloff y Orson Welles (film italoestadounidense)
- 1952 : El temible burlón, de Robert Siodmak
- 1957 : Saint Joan, de Otto Preminger

## Teatro (selección)

### Broadway
- 1942 : Heart of a City, de Lesley Storm, con Romney Brent y Dennis Hoey
- 1942 : The Strings, my Lord, are false, de Paul Vincent Carroll, dirección de Elia Kazan, con Ruth Gordon y Walter Hampden

### Londres
- 1943-1944 : Hamlet, de William Shakespeare, dirección de Tyrone Guthrie, música de Constant Lambert, con Pamela Brown, Robert Helpmann, Yvonne Mitchell y Basil Sydney